# Where Your Eyes Linger
Where Your Eyes Linger (coreano: 너의 시선 이 머무는 곳에;Romanización: Neoeui Siseoni Meomuneun Gote) es una serie web surcoreana de 2020 protagonizada por Han Gi-chan, Jang Eui-soo, Choi Kyu-ri y Jeon Jae-young. 
Se lanzaron dos episodios cada viernes al mediodía desde el 22 de mayo hasta el 12 de junio de 2020, en la aplicación W-STORY en Corea del Sur y en el sitio web de transmisión de video Viki en más de 200 países.
En formato de película se estrenó en los cines en junio de 2020 y la versión de la directora en septiembre de 2023.

## Sinopsis
Tae-Joo, es el único sucesor de un grupo financiero llamado TB Group. Su guardaespaldas, Goo-Koo, es su único y mejor amigo; ambos tienen 18 años de edad, pero un día comenzarán a cambiar los sentimientos que tienen entre ellos.

## Reparto

### Personajes Principales
- Han Gi-chan como Han Tae-joo[3]
- Jang Eui-soo como Kang-gook[4]
- Choi Kyu-ri como Choi Hye-mi
- Jeon Jae-young como Kim Pil-hyun

### Personajes de apoyo
- Jung Seo-in como Madre de Hye-mi
- Cheon Seung-ho como amigo de Pil-hyun¨

### Cameo
- Baek Jong-min Nuevo camarero del restaurante (Ep 8)
- Lee Keum-jo como Tutora de Tae Joo (Ep 4)

## Transmisión internacional
- En  Japón, la serie se lanzó semanalmente en Rakuten TV.
- En  Taiwán, la serie se lanzó semanalmente en Line TV.
- En  Tailandia, la serie de lanzó semanalmente en Tencent Video WeTV.